# Александер-Сіті
Александер-Сіті (англ. Alexander City) — місто (англ. city) в США, в окрузі Таллапуса штату Алабама. Найбільший населений пункт цього округу. Населення — 14 843 особи (2020).

## Історія

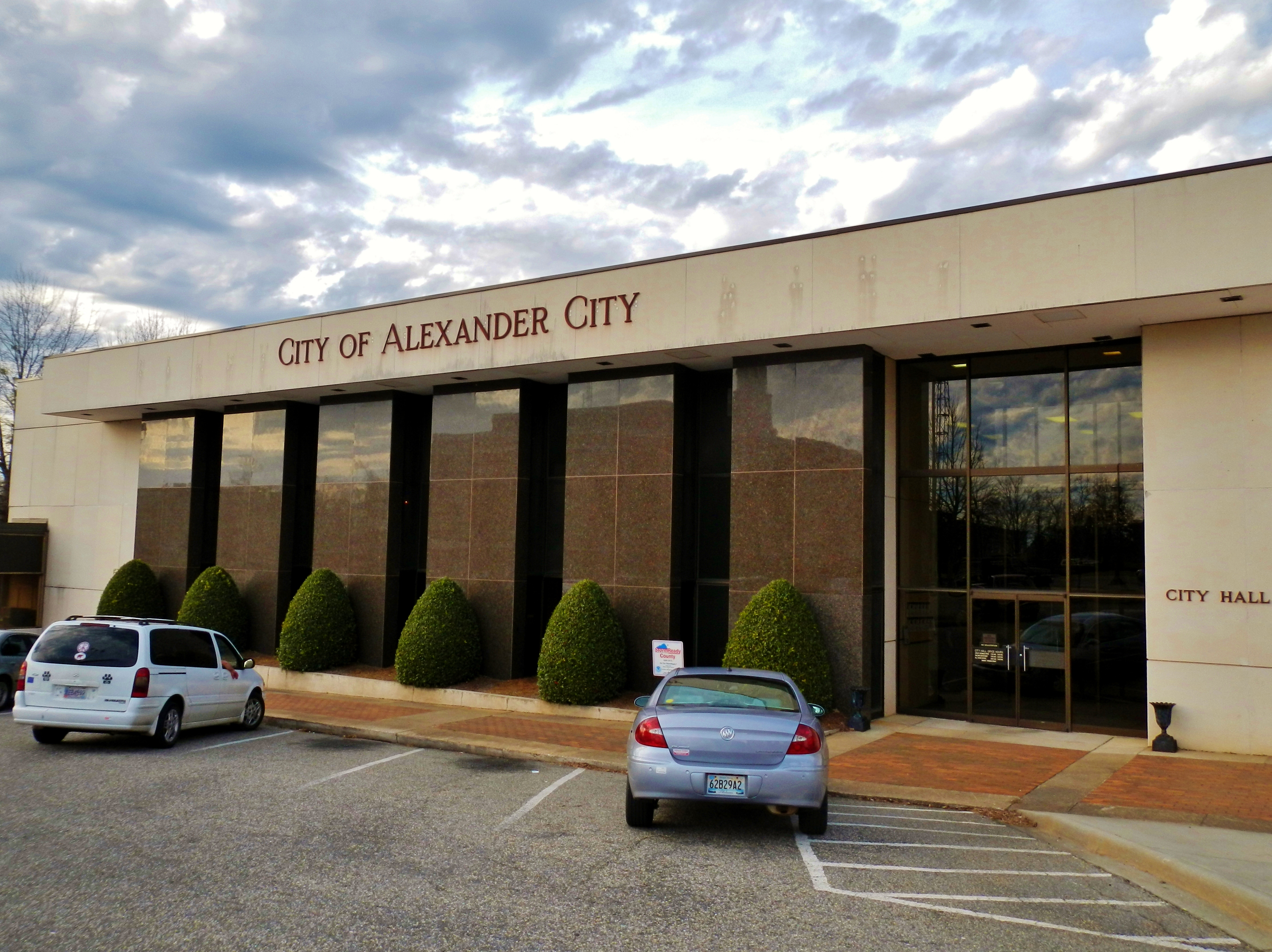
Мерія

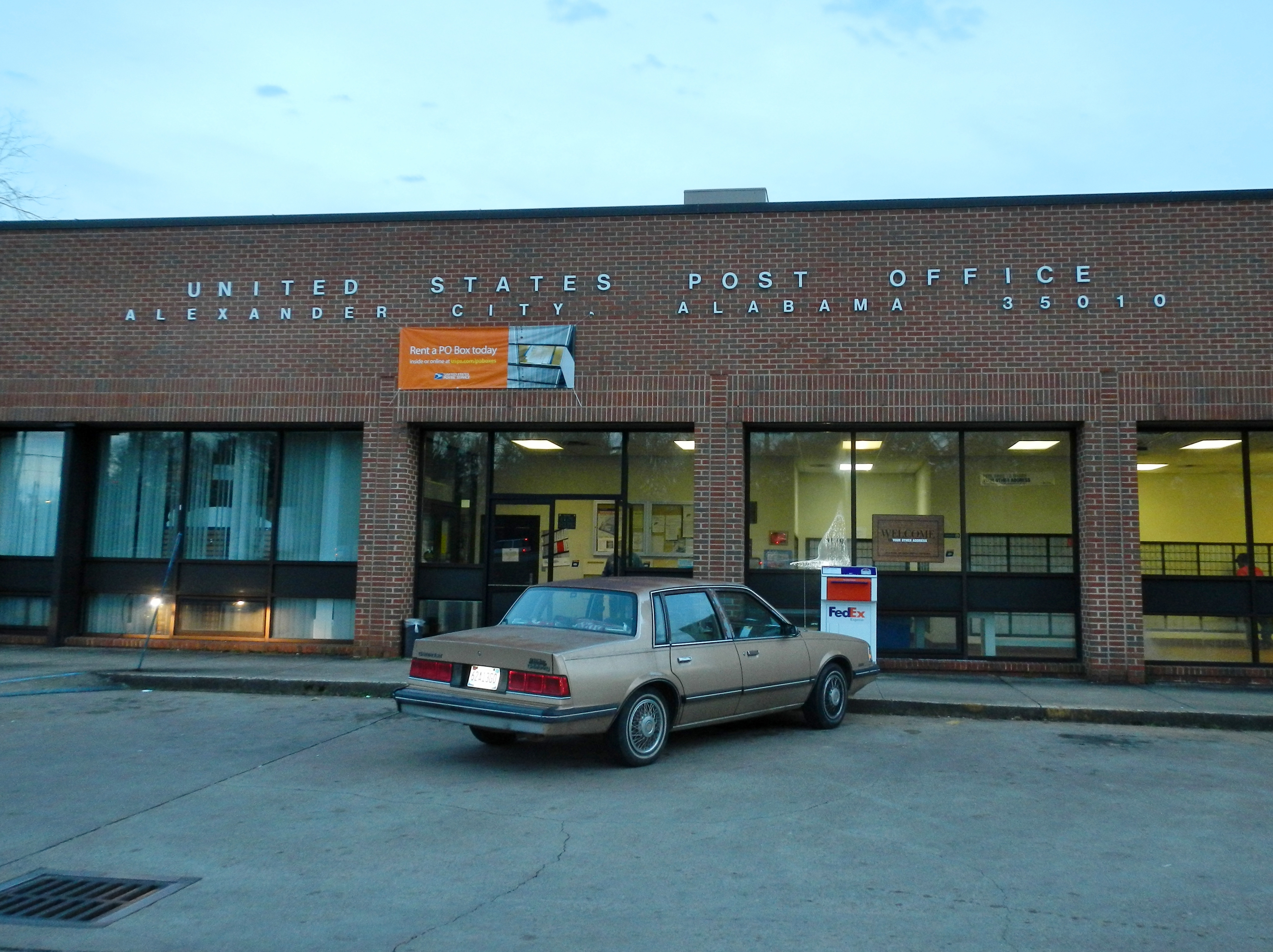
Поштове відділення

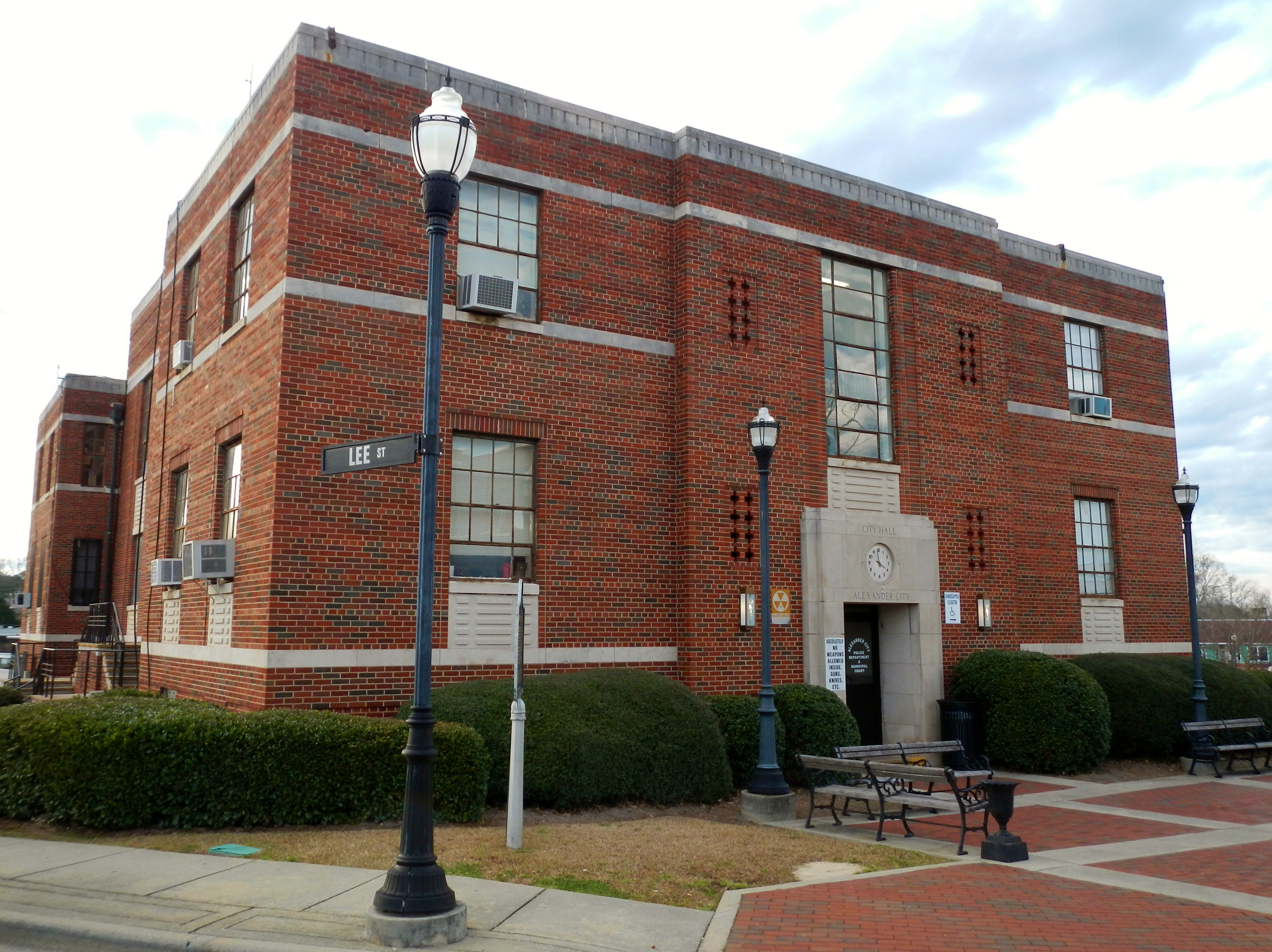
Колишня будівля мерії. Зараз тут розташований поліцейський відділок та муніципальний суд

1814 Ендрю Джексон завдає поразки індіанцям з племені Кріки у вирішальній битві при Горзшо-Бенд. Ця перемога гарантує урядові США контроль над округом Таллапуса.
1832 Кріки поступаються своєю територією в окрузі Таллапуса урядові США.
1837 Джеймс Янг придбаває 320 акрів землі, яка становить більшу частину сучасної південно-західної частини міста Александер-Сіті.
1872 місто зареєстроване як Янгсвілл (на честь засновника Джеймса Янга) в межах, встановлених у половину милі в будь-якому напрямку від центру на площі.
1873 Саванно-Мемфіська залізниця доходить до Янгсвілла. Місто перейменовано на честь президента цієї залізниці та героя битви під Геттісбургом Едварда Портера Александера і кордони переносяться на одну милю від центру на площі.
1879 Громадськими фондами організована і побудована перша школа.
1902 Пожежа руйнує весь район в центрі міста, зі збитками на загальну суму $ 400 000 в цінах 1902 року. За сьогоднішніми мірками, втрати були б мільйонними.
1923 Алабамська енергетична компанія починає будівництво греблі на річці Талапуса. У 1926 році будівництво греблі було завершено, у результаті чого утворилося озеро Мартін — найбільше штучне озеро у світі на той час.

## Географія
Александер-Сіті розташований за координатами 32°55′38″ пн. ш. 85°56′14″ зх. д. / 32.92722° пн. ш. 85.93722° зх. д. (32.927240, -85.937122).  За даними Бюро перепису населення США в 2010 році місто мало площу 106,51 км², з яких 105,77 км² — суходіл та 0,74 км² — водойми.

### Клімат
| Клімат : Александер-Сіті | Клімат : Александер-Сіті | Клімат : Александер-Сіті | Клімат : Александер-Сіті | Клімат : Александер-Сіті | Клімат : Александер-Сіті | Клімат : Александер-Сіті | Клімат : Александер-Сіті | Клімат : Александер-Сіті | Клімат : Александер-Сіті | Клімат : Александер-Сіті | Клімат : Александер-Сіті | Клімат : Александер-Сіті | Клімат : Александер-Сіті |
| Показник                 | Січ.                     | Лют.                     | Бер.                     | Квіт.                    | Трав.                    | Черв.                    | Лип.                     | Серп.                    | Вер.                     | Жовт.                    | Лист.                    | Груд.                    | Рік                      |
| Середній максимум, °C    | 14,4                     | 16,7                     | 20,0                     | 25,0                     | 28,9                     | 31,7                     | 32,8                     | 32,8                     | 29,4                     | 25,0                     | 19,4                     | 14,4                     | 24,4                     |
| Середній мінімум, °C     | 0,0                      | 2,2                      | 4,4                      | 8,9                      | 13,3                     | 17,2                     | 18,9                     | 18,3                     | 15,6                     | 8,9                      | 3,3                      | 0,6                      | 9,4                      |
| Норма опадів, мм         | 130                      | 132                      | 165                      | 150                      | 94                       | 109                      | 132                      | 94                       | 102                      | 58                       | 102                      | 127                      | 1400                     |
| ------------------------ | ------------------------ | ------------------------ | ------------------------ | ------------------------ | ------------------------ | ------------------------ | ------------------------ | ------------------------ | ------------------------ | ------------------------ | ------------------------ | ------------------------ | ------------------------ |
| Джерело: Weatherbase     |                          |                          |                          |                          |                          |                          |                          |                          |                          |                          |                          |                          |                          |

## Демографія

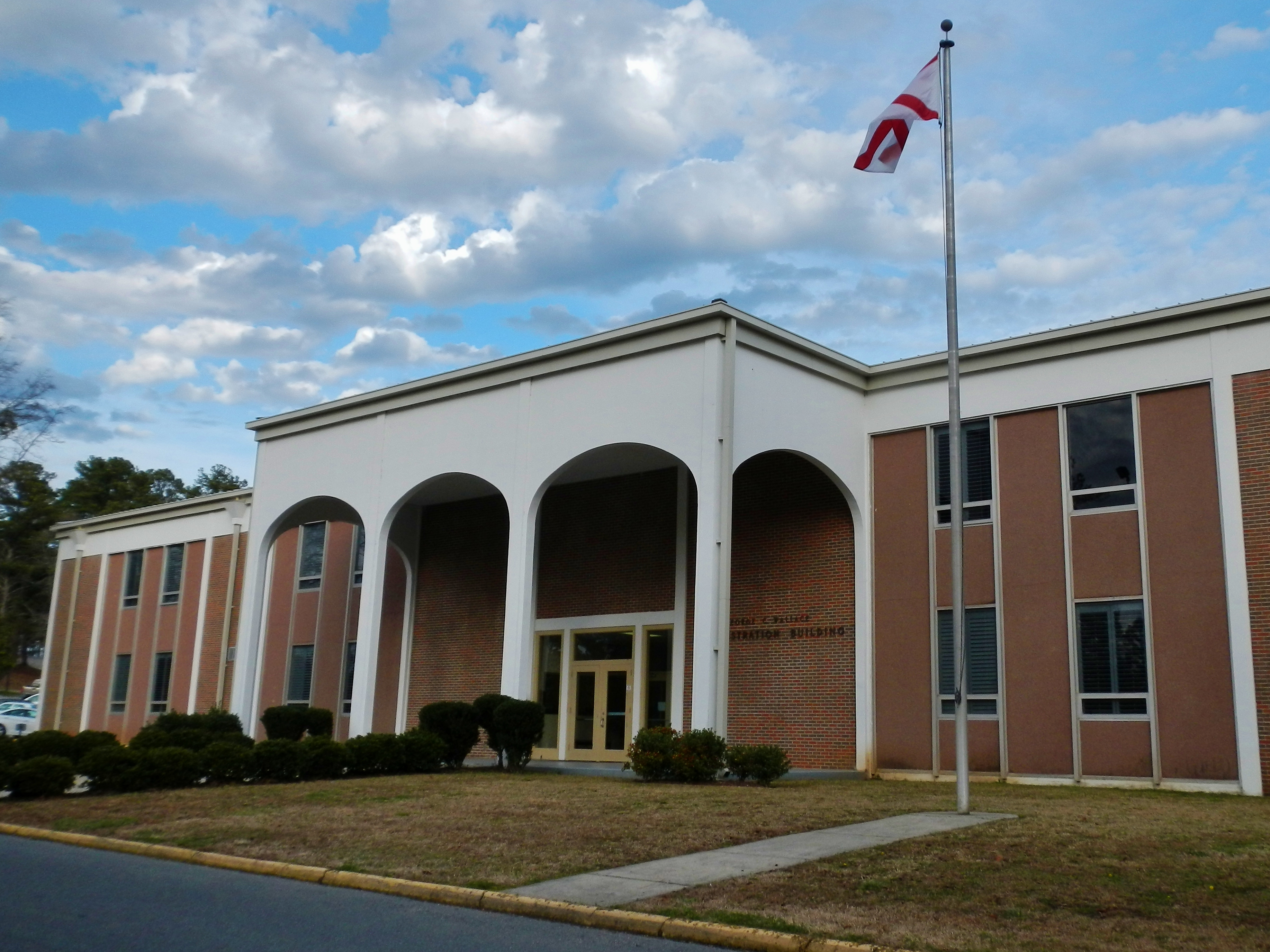
Адміністративна будівля Центральноалабамського громадського коледжу

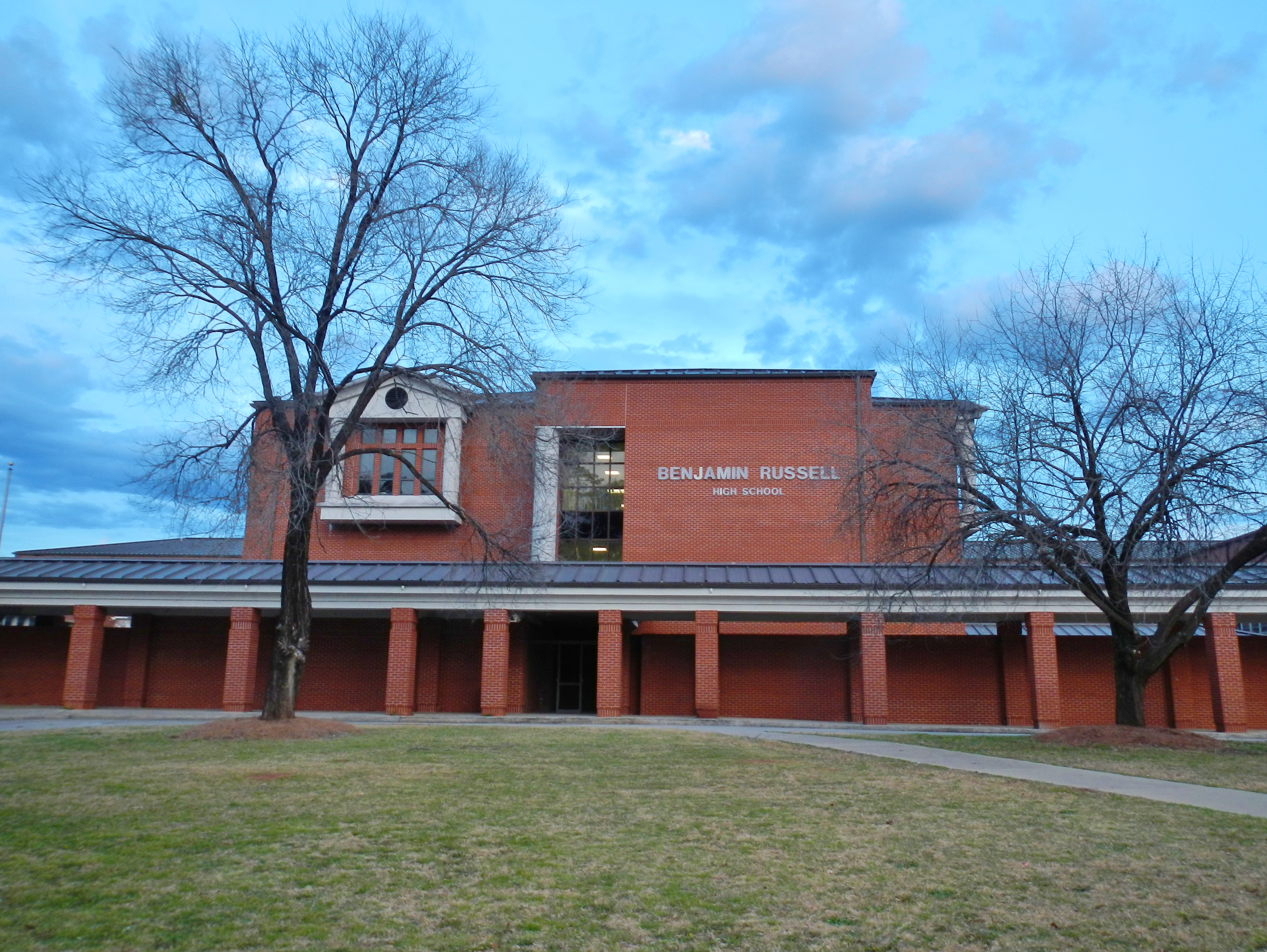
Вища школа Бенджаміна Расселла

Згідно з переписом 2010 року, у місті мешкало 14 875 осіб у 6064 домогосподарствах у складі 4050 родин. Густота населення становила 140 осіб/км².  Було 6834 помешкання (64/км²).
Расовий склад населення:
| - 62,2 % — білих - 32,0 % — чорних або афроамериканців - 0,9 % — азіатів - 0,2 % — корінних американців - 3,8 % — осіб інших рас |

До двох чи більше рас належало 0,9 %. Частка іспаномовних становила 4,8 % від усіх жителів.
За віковим діапазоном населення розподілялося таким чином: 23,5 % — особи молодші 18 років, 59,0 % — особи у віці 18—64 років, 17,5 % — особи у віці 65 років та старші. Медіана віку мешканця становила 39,8 року. На 100 осіб жіночої статі у місті припадало 89,8 чоловіків;  на 100 жінок у віці від 18 років та старших — 85,7 чоловіків також старших 18 років.
Середній дохід на одне домашнє господарство  становив 42 199 доларів США (медіана — 29 874), а середній дохід на одну сім'ю — 48 644 долари (медіана — 34 875). Медіана доходів становила 30 095 доларів для чоловіків та 26 092 долари для жінок. За межею бідності перебувало 30,4 % осіб, у тому числі 48,3 % дітей у віці до 18 років та 17,6 % осіб у віці 65 років та старших.
Цивільне працевлаштоване населення становило 5155 осіб. Основні галузі зайнятості: виробництво — 30,3 %, освіта, охорона здоров'я та соціальна допомога — 23,5 %, роздрібна торгівля — 9,1 %, будівництво — 7,7 %.

## Галерея

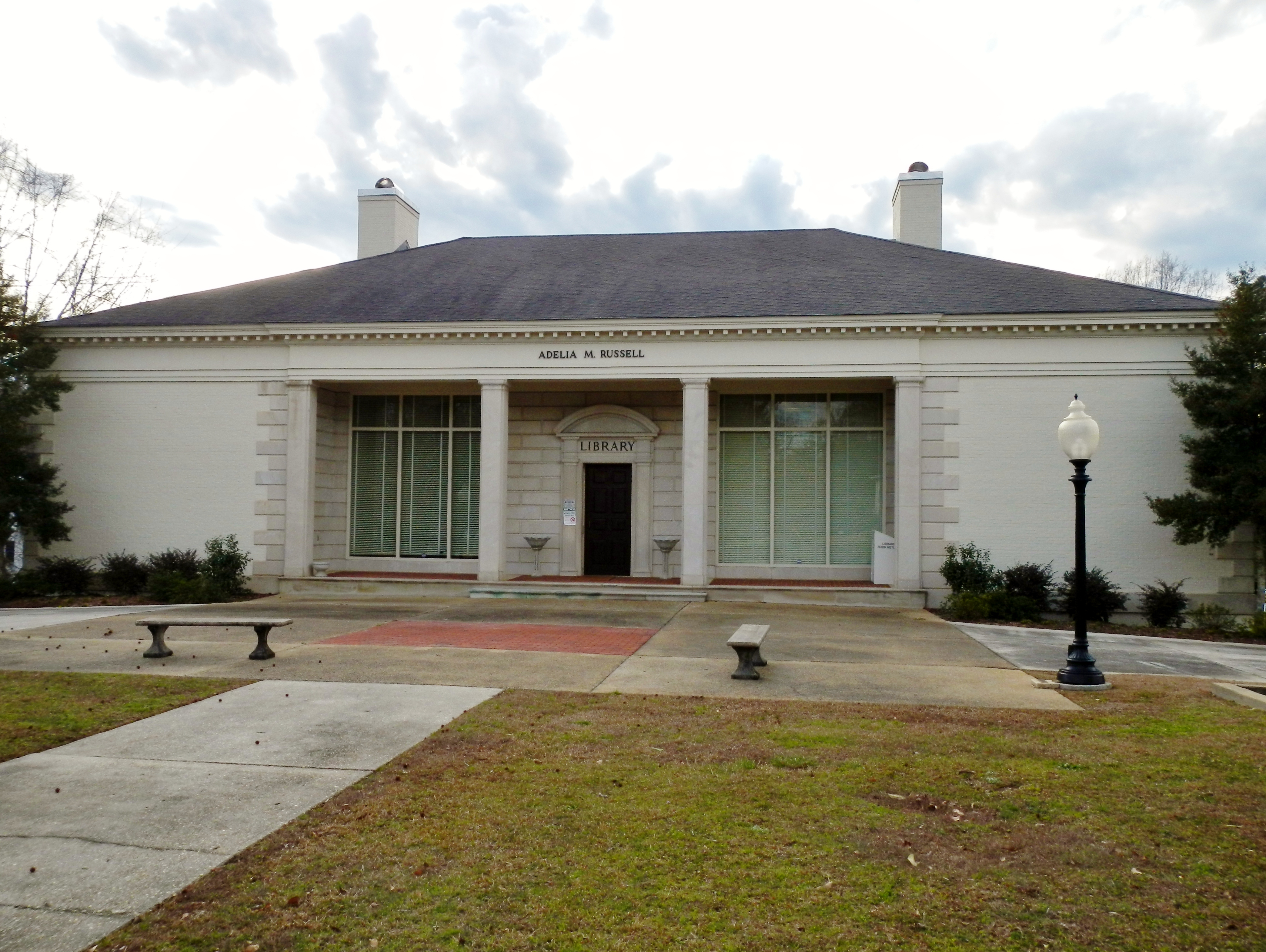
Бібліотека Аделії Расселл
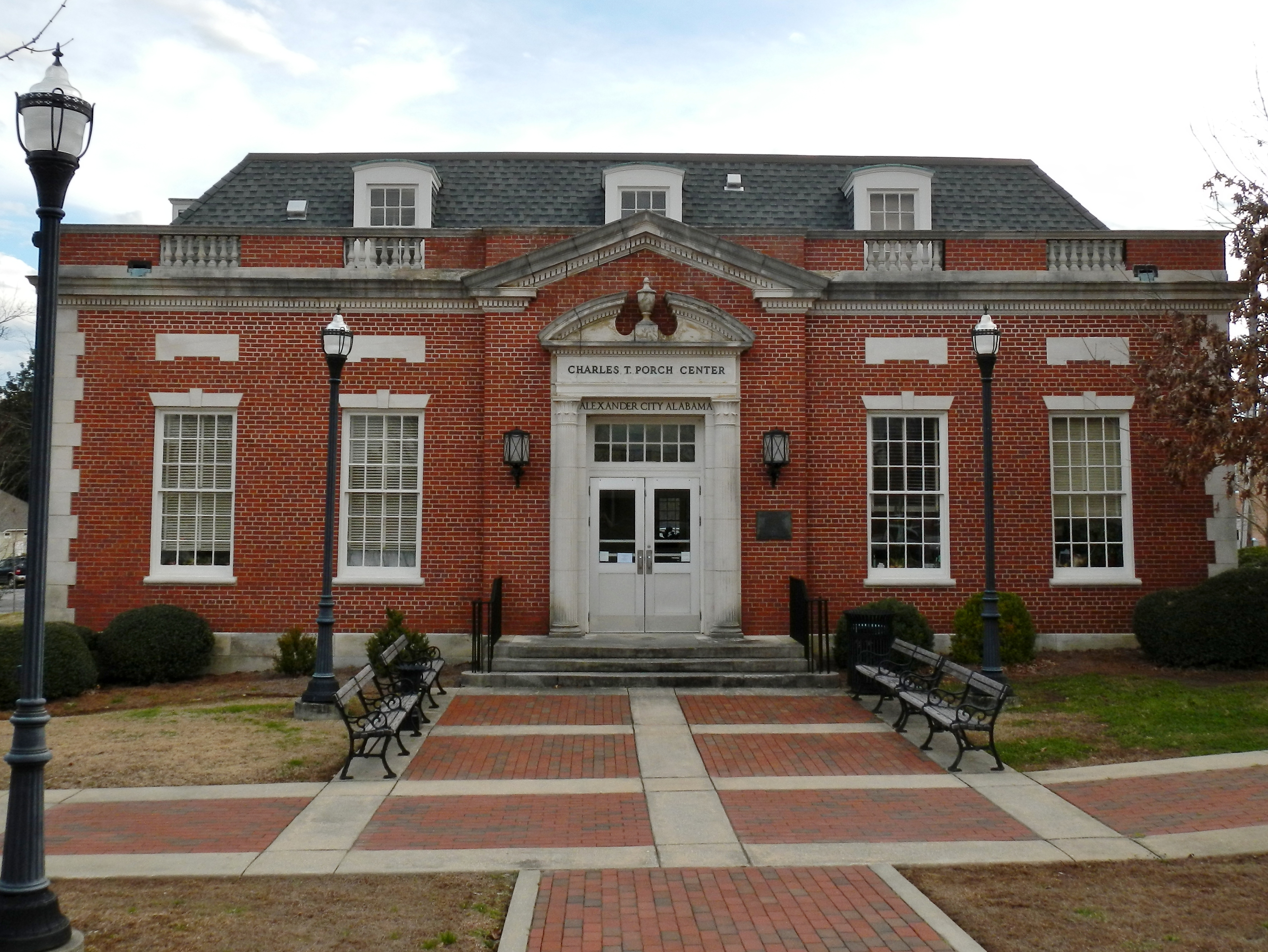
Міський громадський центр
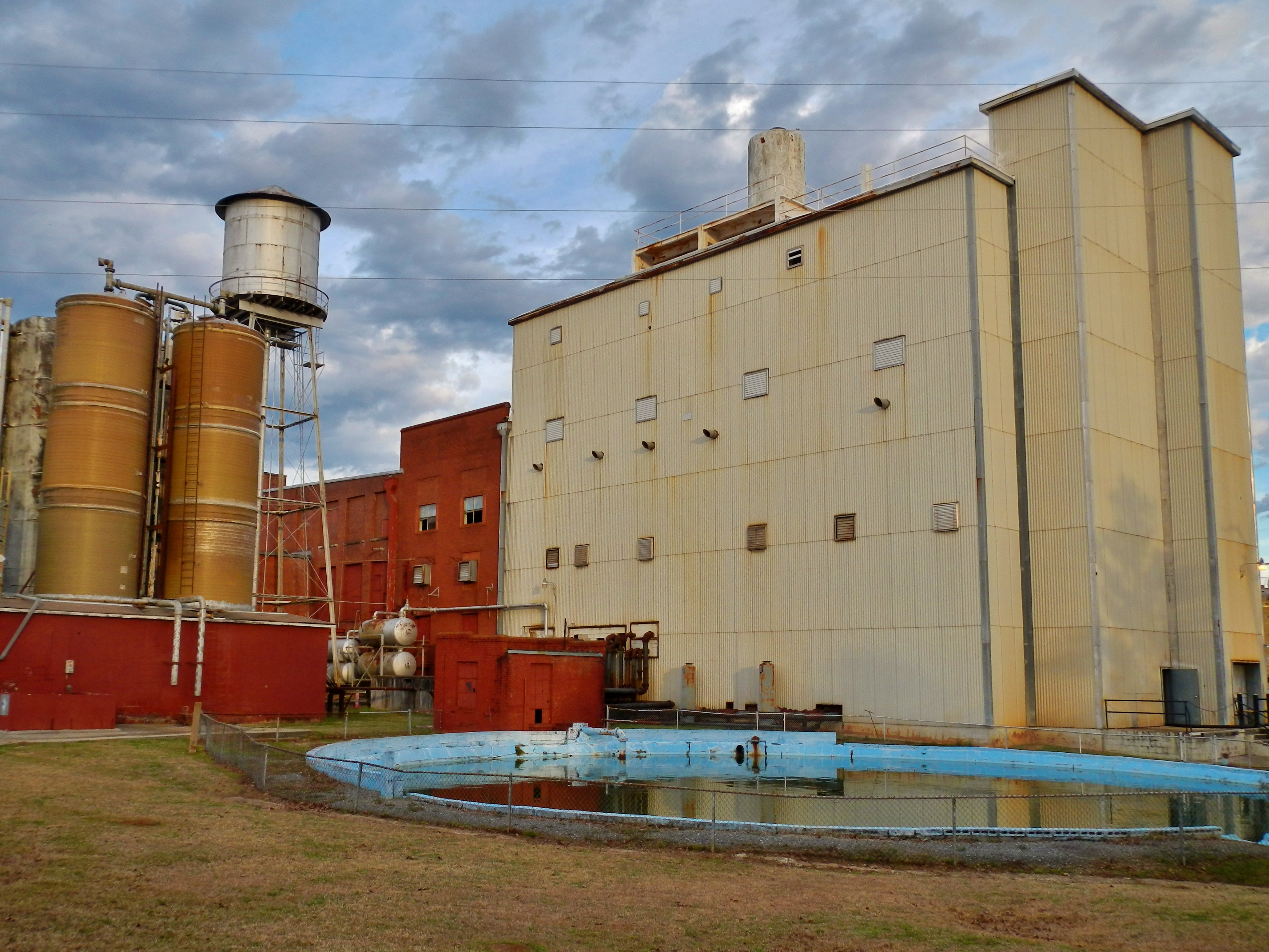
Історичний район Евондейл був включений до Національного реєстру історичних місць 9 серпня 2005 року.
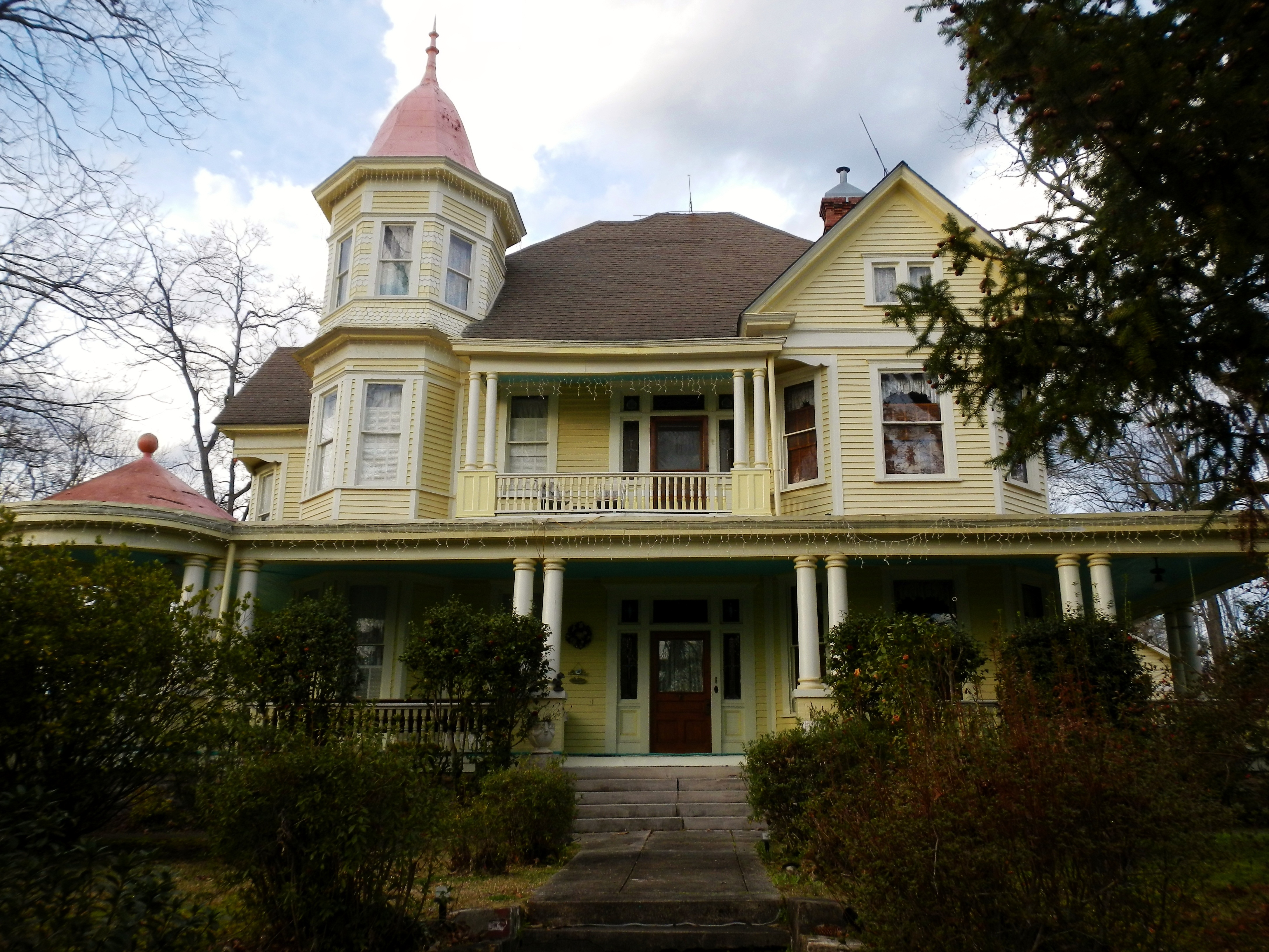
Побудований в 1890 році будинок Рубена Херцфельда був включений до Національного реєстру історичних місць 22 серпня 1995 року.
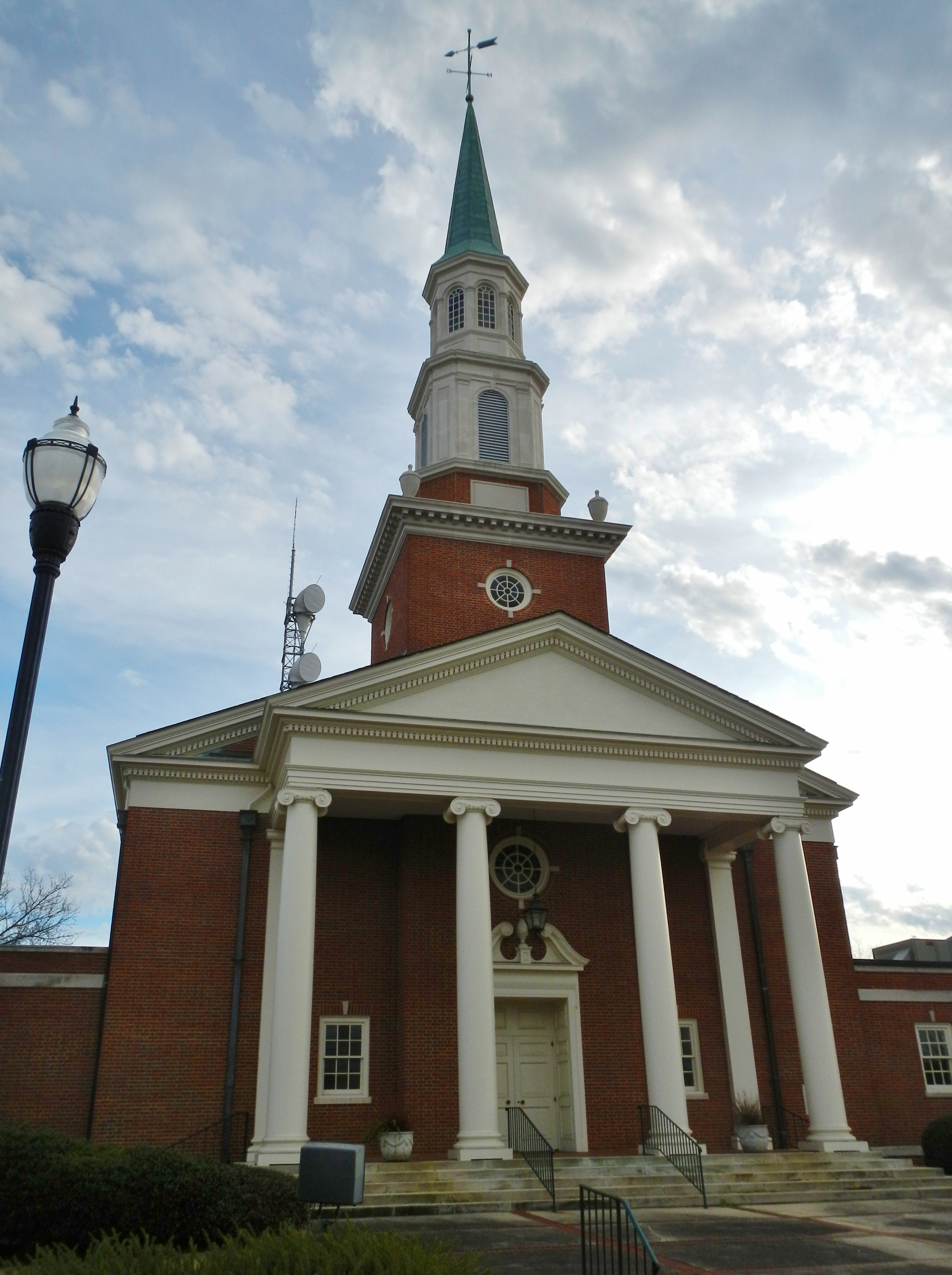
Перша баптистська церква (заснована у 1872).
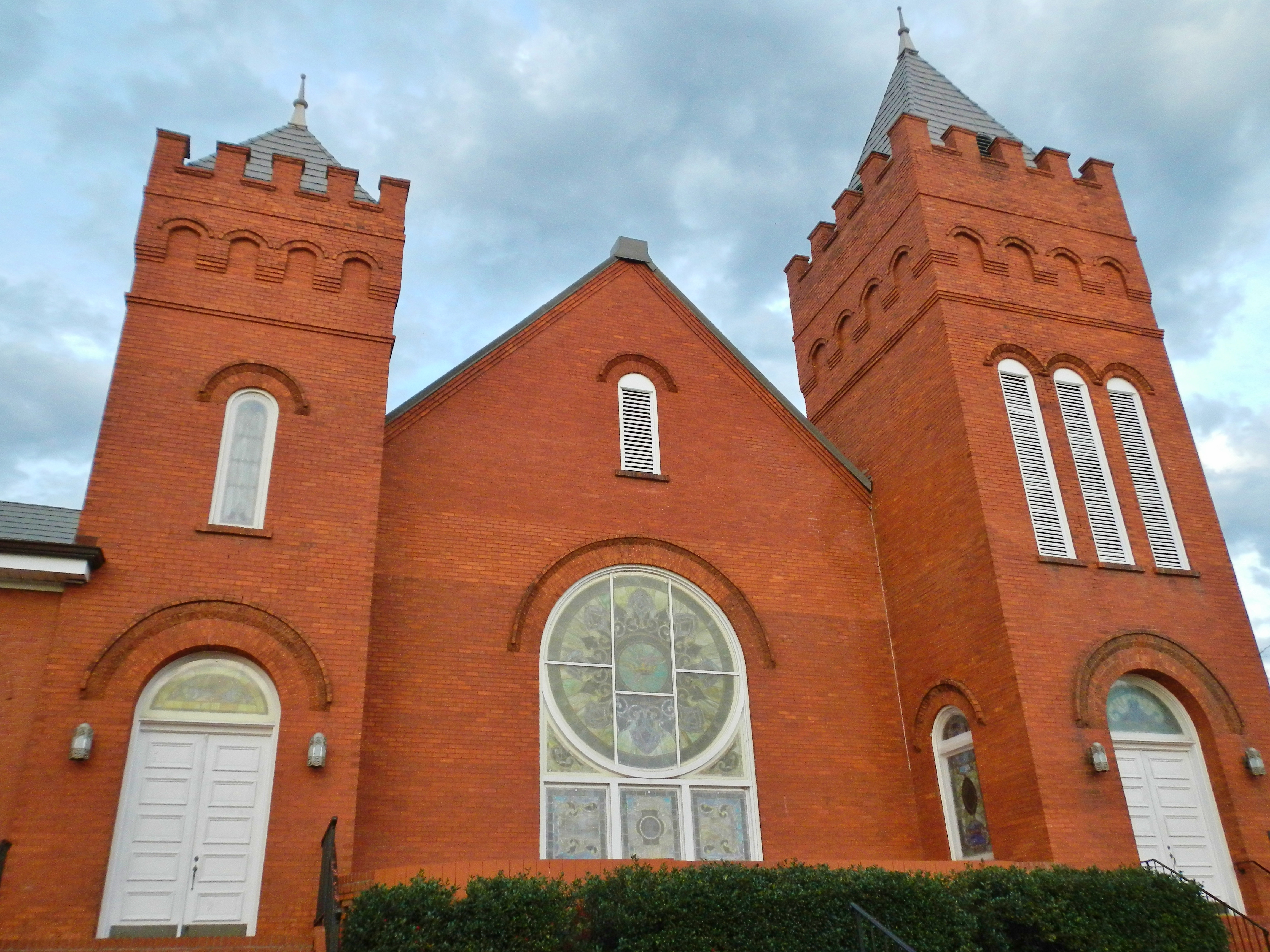
Перша методистська церква (заснована у 1872).